# Почётный орден короля
Почётный орден короля (В 1975 — 2024 годах носил название Почётный орден королевы, в 2024 переименован) — государственная награда Новой Зеландии.

## История
До введения национальной наградной системы в Новой Зеландии за гражданские и военные заслуги вручались награды Великобритании, в частности за заслуги на гражданской службе орден Имперской службы.
В 1974 году было принято решение о создании национальной системы наград, дабы не зависеть при определении критериев награждения от правительства Великобритании.
13 марта 1975 года королева Новой Зеландии Елизавета II учредила Почётный орден, дабы вознаградить граждан за заслуги в добровольном служении обществу, или достойных за свою службу Короне, или за заслуги на государственной службе, будь то на выборных или назначаемых должностях.
Сувереном ордена является монарх Новой Зеландии — в настоящее время король Карл III. В 2024 году орден был переименован в честь правящего монарха.
Канцлером ордена является Генерал-губернатор Новой Зеландии.
Дизайнер ордена — Филип О’Ши

## Степени

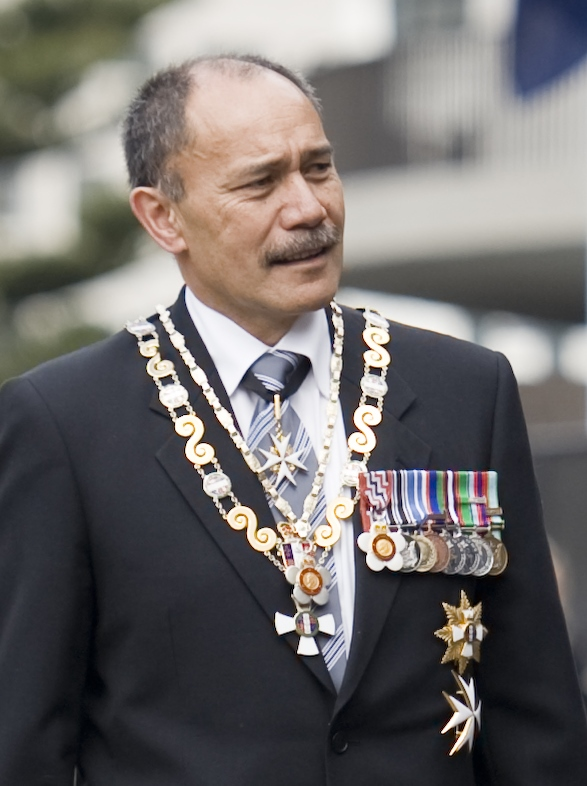
Генерал-губернатор Новой Зеландии Джерри Матепараи с цепями орденов Заслуг и Почётного королевы на груди

Орден имеет один класс и серебряную медаль.
Кавалеры ордена могут использовать после личного имени литеры Q.S.O., награждённые медалью — Q.S.M.
Знак Генерал-губернатора Новой Зеландии носится на тонкой золотой орденской цепи.

## Описание
Знак ордена — стилизованное изображение цветка чайного дерева о пяти лепестках с круглым, коронованным королевской короной в цветных эмалях, медальоном в центре с широкой каймой красной эмали. В медальоне профильное изображение королевы Елизаветы II (существуют несколько вариантов профиля в зависимости от года изготовления). На кайме золотыми буквами надпись: «FOR COMMUNITY SERVICE».
Знак ордена при помощи кольца крепится к орденской ленте.
 Лента ордена имеет традиционный узор маори — состоящие из красных, чёрных и белых горизонтальных ступенек, по краям окаймлённых красными полосками.

### Медаль
Медаль Почётного ордена королевы серебряная, имела круглую форму. На аверсе профильное изображение королевы Елизаветы II с надписью по кругу «ELIZABETH II DEI GRATIA REGINA F.D.», на реверсе — государственного герба Новой Зеландии с надписями по кругу: вверху «THE QUEEN’S SERVICE MEDAL», внизу «FOR COMMUNITY SERVICE».
На аверсе медали Джерри Матепараи надпись по кругу сверху «FOR SERVICE», снизу «MO NGA MAHI NUI».